# Amir Abdullah Khan Niazi
Amir Abdullah Khan Niazi, pakistanski general, * 1915, † 2. februar 2004.
Niazi je najbolj znan po tem, da je 16. decembra 1971 podpisal kapitulacijo vseh enot pakistanskih oboroženih sil v vzhodnem Pakistanu. Takrat je indijska kopenska vojska (pod poveljstvo Aurore) zajela več kot 90.000 vojakov.